# أوليفيا بورليه
أوليفيا بورليه هي منافسة ألعاب القوى بلجيكية، ولدت في 10 أبريل 1986 في Woluwe-Saint-Lambert ‏ في بلجيكا.

## وصلات خارجية
- الموقع الرسمي
- أوليفيا بورليه على موقع الاتحاد الدولي لألعاب القوى (الإنجليزية)
- أوليفيا بورليه على موقع الدوري الماسي (الإنجليزية)
- أوليفيا بورليه على موقع اللجنة الأولمبية الدولية (الإنجليزية)
- أوليفيا بورليه على موقع أوليمبيديا (الإنجليزية)
- أوليفيا بورليه على موقع اللجنة الأولمبية البلجيكية (الهولندية)